# Laboratoire de conception et d'intégration des systèmes
Le Laboratoire de Conception et d'Intégration des Systèmes (LCIS), est un laboratoire de recherche de l'Université Grenoble Alpes associé à Grenoble INP localisé sur le campus UGA Valence dans la Drôme. Le laboratoire est hébergé par Grenoble INP-UGA sur le site de Grenoble INP-UGA Esisar à Valence.
Fondé en octobre 1996, il est reconnu par le ministère de l'Éducation français[citation nécessaire] comme équipe d'accueil depuis janvier 2003 (Équipe no 3747). C'est le premier laboratoire de recherche universitaire sur le site de Valence.
Le LCIS rassemble plus de 60 chercheurs en informatique, électronique et automatique autour des systèmes embarqués et communicants.
Les thématiques abordées concernent la sûreté et la sécurité des systèmes embarqués et distribués, la modélisation, l’analyse et la supervision des systèmes complexes ouverts et les systèmes radiofréquences sans fil communicants.
Le laboratoire travaille sur des domaines d’application variés : internet des objets, systèmes cyber-physiques, environnements connectés naturels ou artificiels, RFID, etc.
Dans ces différents thèmes, le laboratoire propose de nouvelles méthodes, et élabore des outils de conception et de validation, qui sont appliqués au milieu industriel.
Le LCIS est soutenu et financé par la région Auvergne-Rhône-Alpes